# 비상 계엄 (영화)
《비상 계엄》(영어: The Siege)은 미국에서 제작된 에드워드 즈윅 감독의 1998년 액션 스릴러 영화이다. 덴절 워싱턴 등이 출연하였고, 린다 옵스트 등이 제작에 참여하였다.

## 줄거리
연방수사국(FBI) 특수 요원 앤서니 허버드와 그의 레바논계 미국인 파트너 프랭크 하다드는 폭탄이 설치된 버스 납치 사건에 투입된다. 다행히 폭탄은 페인트 폭탄이었고, 테러범들은 도주한다. FBI는 이전 폭탄 테러 사건 용의자인 셰이크 아메드 빈 탈랄의 석방을 요구받는다.
허버드는 테러 용의자를 구금하는 과정에서 중앙정보국(CIA) 요원 엘리스 크래프트와 충돌하고, 그녀를 체포한다. 이후 메트로폴리탄 트랜스포테이션 오소리티 버스 테러로 25명이 사망하는 사건이 발생한다. FBI는 자살 폭탄 테러범 중 한 명의 비자 신청서에 서명을 했던 남자를 체포하지만, 크래프트는 그가 테러리스트가 아니며 그가 자유로운 상태로 있는 것이 수사에 중요하다고 주장한다. 허버드 팀은 나머지 테러 조직원들을 제거하면서 위협이 끝났다고 생각한다.
그러나 테러는 극장 폭탄 테러와 초등학교 인질극으로 이어지고, FBI 뉴욕 지부가 위치한 원 페더럴 플라자가 파괴되면서 600명 이상의 사상자가 발생한다. 미국 대통령은 계엄을 선포하고 미국 육군 제101공수사단이 브루클린을 봉쇄, 잔존 테러 조직을 찾기 시작한다. 이 과정에서 아랍계 젊은 남성들이 무더기로 체포되어 수용소에 갇히고, 이에 분노한 하다드는 사직한다. 뉴욕 시민들은 아랍계 프로파일링에 항의하며 시위를 벌이고, 군은 통제를 유지하려 애쓴다. 군인들이 사살했다는 보고도 이어진다.
허버드와 첩보원임이 밝혀진 크래프트(본명 샤론 브리저)는 수사를 계속하여 용의자 타리끄 후세이니를 체포한다. 육군 장군 윌리엄 데버로의 부하들은 후세이니를 고문하여 살해한다. 브리저는 정보 분산 원칙 때문에 후세이니가 중요한 정보를 알지 못했다는 사실을 털어놓는다. 그녀는 자신이 사담 후세인 정권에 대항하는 무장 세력을 훈련시키고 지원했으며, 미국이 지원을 끊고 그들을 버리자 그들을 미국으로 탈출시켰고, 그들이 테러를 일으킨 원인임을 밝힌다. 또한 셰이크는 정부의 승인 없이 데버로에게 체포되었다는 사실도 밝혀진다. 브리저와 허버드는 마지막 테러 조직과의 만남을 주선하도록 사미르를 설득한다. 허버드는 하다드에게 FBI 복귀를 설득한다.
브루클린 봉쇄에 항의하는 다문화 평화 행진이 열린다. 허버드와 하다드는 약속 장소에 도착하지만 브리저와 사미르는 이미 떠나고 없다. 사미르는 브리저에게 자신이 마지막 테러 조직이라 밝히고, 행진 참여자들 사이에서 자폭하려 한다. 허버드와 하다드는 사미르가 목욕탕을 나가지 못하게 막지만, 사미르는 그를 막으려던 브리저에게 총을 쏜다. 허버드와 하다드는 사미르를 죽이지만 브리저는 상처로 사망한다.
허버드와 하다드는 후세이니를 고문하고 살해한 혐의로 데버로 본부를 급습하여 그를 체포하려 한다. 데버로는 대통령에게 위임받은 자신의 권한이 체포 영장을 발부한 법원의 권한보다 우선한다고 주장하며 대치한다. 허버드는 데버로가 후세이니에게서 박탈한 시민의 자유와 인권이야말로 그의 전임자들이 싸우고 죽었던 이유임을 상기시킨다. 결국 데버로는 체포된다. 계엄이 종료되고, 하다드의 아들을 포함한 수감자들이 석방된다.

## 출연
- 덴절 워싱턴 - 부책임자 FBI 특수 요원 앤서니 "허브" 허버드 역
- 애넷 베닝 - CIA 첩보원 샤론 브리저 / 엘리스 크래프트 역
- 브루스 윌리스 - 육군 장군 윌리엄 데버로 역
- 토니 셜루브 - FBI 특수 요원 프랭크 하다드 역
- 아시프 만드비 - 칼릴 샬레 역
- 사미 부아질라 - 사미르 나즈데 역
- 리아나 배 - FBI 요원 티나 오수 역
- 마크 밸리 - FBI 요원 마이크 조핸슨 역
- 데이비드 프로발 - FBI 요원 대니 서스먼 역
- 랜스 레딕 - FBI 요원 플로이드 로즈 역
- 리사 린 매스터스 - 기자 역

## 기타 제작진
- 제작 감독: 브루스 디밴
- 공동 제작: 조너선 필리
- 협력 제작: 로빈 버드
- 배역: 메리 커훈, 메리 골드버그
- 미술: 릴리 킬버트
- 세트: 그레천 라우
- 의상: 앤 로스

## 우리말 녹음
MBC 성우진 (2002년 9월 21일)
- 김관철 - 허브 (덴절 워싱턴)
- 송도영 - 엘리스 / 샤론 (애넷 베닝)
- 이정구 - 데버로 (브루스 윌리스)
- 박조호 - 프랭크 (토니 셜루브)
- 한영숙
- 이종혁
- 손원일
- 엄태국
- 이철용
- 고성일
- 김서영
- 김지영
- 배정민
- 이상훈
- 최한
- 표영재
- 방성준
- 정재헌